# یواس‌اس ال-۴ (اس‌اس-۴۳)
یواس‌اس ال-۴ (اس‌اس-۴۳) (به انگلیسی: USS L-4 (SS-43)) یک زیردریایی بود که طول آن ۱۶۷ فوت ۵ اینچ (۵۱٫۰۳ متر) بود. این زیردریایی در سال ۱۹۱۵ ساخته شد.